# Racemat
Racemat är en blandning, som innehåller lika delar (1:1) av ett kemiskt ämnes höger- och vänstervridande enantiomerer – det vill säga av de molekyler, som ser ut som varandras spegelbilder – i sin tredimensionella struktur.

## Exempel, racemetorfan
Ett exempel på läkemedel som är racemat är racemetorfan, som är narkotikaklassad.
|  |  |